# Curt Falkenheim

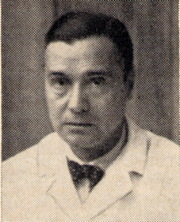
Curt Falkenheim

Curt Falkenheim (* 9. August 1893 in Cranz, Ostpreußen; † 7. November 1949 in Rochester (New York), New York (Bundesstaat)) war ein deutscher Pädiater.

## Leben
Der Sohn des Vorsitzenden der Jüdischen Gemeinde Königsberg, Hugo Falkenheim, studierte ab 1912 an der Albert-Ludwigs-Universität Freiburg und der Albertus-Universität Königsberg Medizin. 1920 wurde er in Königsberg promoviert. Nach Assistentenjahren an der Schlesischen Friedrich-Wilhelms-Universität Breslau und der Ruprecht-Karls-Universität Heidelberg kehrte er 1924 als Oberarzt bei Wilhelm Stoeltzner (1872–1954) nach Königsberg zurück. Am 1. Oktober 1927 wurde er Nachfolger von Hans Beumer (1884–1945) an der 1925 errichteten Kinderkrankenabteilung der Städtischen Krankenanstalten Königsberg. 1928 habilitierte er sich für Pädiatrie.
In der Zeit des Nationalsozialismus musste er im April 1933 ausscheiden. Bis 1936 betrieb er eine Arztpraxis in Königsberg. 1936 emigrierte Falkenheim in die USA, wo er als Kinderarzt am Strong Memorial Hospital in Rochester Beschäftigung fand. Dort erlag er mit 56 Jahren einem  Knochenkrebs.